# Allgäuer Zeitungsverlag

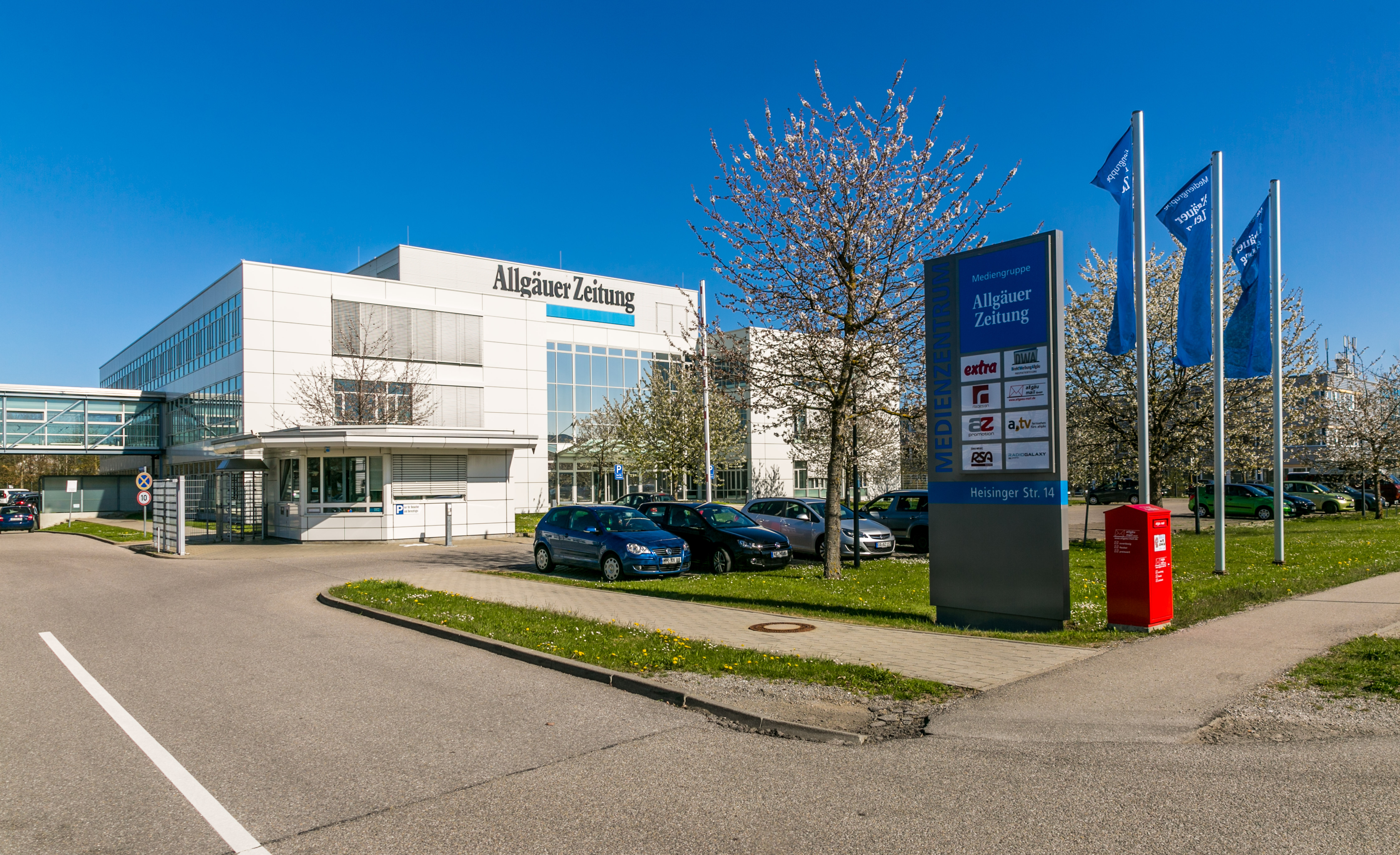
Das Medienzentrum in der Heisinger Straße in Kempten ist die Zentrale der Allgäuer Zeitung und Sitz der Mediengruppe.

Die Allgäuer Zeitungsverlag GmbH (AZV) ist ein Medienunternehmen mit Sitz in Kempten. Geschäftsgebiet ist das Allgäu. Gegründet wurde das Unternehmen 1968 vom Verleger Curt Frenzel (Augsburger Allgemeine) und Georg von Waldburg zu Zeil und Trauchburg zu gleichen Teilen. Dies begründet auch den Mantelteil der Augsburger Allgemeinen mit überregionalen Themen.
1998 zog der Verlag von der Kotterner Straße (heute Bigbox Allgäu) in neue Räumlichkeiten in ein Gewerbegebiet in Leubas. 2001 wurden die Verlage der Allgäuer Zeitung Füssen und der Buchloer Zeitung, 2004 der Allgäuer Zeitung Marktoberdorf, 2005 der Memminger Zeitung und 2022 des Allgäuer Anzeigeblattes in den Allgäuer Zeitungsverlag integriert.
Die Mediengruppe Pressedruck hält ebenso wie die Familie Waldburg-Zeil einen Anteil von je 50 Prozent an der Gesellschaft.

## Geschäftsfelder

### Printmedien
Tageszeitungen
- Allgäuer Zeitung Kempten (verk. Auflage 16.848[4])
- Allgäuer Zeitung Füssen (verk. Auflage 7488[5])
- Allgäuer Zeitung Kaufbeuren und Buchloer Zeitung (verk. Auflage Buchloe mit Kaufbeuren 11.021 [6][7]),
- Allgäuer Zeitung Marktoberdorf (verk. Auflage 7106[8])
- Memminger Zeitung: Memmingen (verk. Auflage 15.017[9])
- Allgäuer Anzeigeblatt: Immenstadt im Allgäu (verk. Auflage 12.166[10])
- Der Westallgäuer (verk. Auflage 6272[11], gemeinsame Herausgabe mit Holzer Druck und Medien)

Anzeigenblatt
- Extra: Kostenloses Anzeigenblatt wochentags
- Hallo Allgäu: Kostenloses Anzeigeblatt am Samstag

### Dienstleistungen und weitere Medien
Tochterunternehmen:
- Allgäu Mail: Postdienstleister, gegründet nach der Öffnung des Postmonopols der Deutschen Post
- Direktwerbung Allgäu (DWA): Prospektverteilung
- OYA media: Multichannel-Agentur
- RSA: Regionaler Radiosender
- Allgäu.tv: Regionaler Fernsehsender